# Benito Tiamzon
Benito Tiamzon (20 de março de 1951 - 22 de agosto de 2022) foi um organizador político filipino e, até sua prisão em março de 2014 pelas forças de segurança filipinas, era considerado o presidente do Partido Comunista das Filipinas (CPP) e do braço armado da organização, o Novo Exército Popular (NPA).
Nascido e criado em Marikina, Tiamzon frequentou, no final da década de 1960, a Universidade das Filipinas em Diliman, onde escreveu para o Philippine Collegian . Após ingressar na Samahang Demokratiko ng Kabataan (Associação da Juventude Democrática; SDK) como estudante, ele se tornou membro do PCF e ajudou a organizar sindicatos em Marikina e Caloocan .
Tiamzon casou-se secretamente com sua colega ativista Wilma Austria no início de 1973, mas mais tarde foi preso e detido no Forte Bonifácio em julho durante a lei marcial. Um ano depois, ele foi libertado e, pouco depois, mudou-se, com Wilma, para a ilha de Samar, na região de Visayas Orientais . Nos anos posteriores, Tiamzon seria creditado por transformar as Visayas Orientais em uma base sólida para o NPA em seu movimento de insurreição . Durante uma breve luta pelo poder no PCF, foi reportado que Tiamzon tornou-se o líder do partido ao adquirir sucessivamente os cargos de presidente e secretário-geral em 1986 e 1987, respectivamente.
Em março de 2014, Tiamzon e Wilma foram capturados tanto pelas Forças Armadas das Filipinas (AFP) quanto pela Polícia Nacional das Filipinas (PNP) em Carcar, Cebu, mas acabaram sendo libertados da prisão em 2016 pelo presidente Rodrigo Duterte para participarem em negociações pacíficas entre o governo e a Frente Democrática Nacional. Depois que essas negociações fracassaram, o casal escapou de uma nova ordem de prisão e voltou para Samar. Supostamente, a explosão de um barco na costa de Samar durante uma operação da Força-Tarefa Conjunta da AFP em 22 de agosto de 2022 teria resultado na morte de Tiamzon e Wilma, mas os militares se abstiveram de confirmar isso devido à falta de evidências.

## Educação
Tiamzon foi estudante na Universidade das Filipinas em Diliman no final dos anos 1960. Ele foi escritor para o Philippine Collegian, publicação estudantil da universidade, e membro da UP Alpha Sigma Fraternity. Mais tarde, juntou-se à Samahang Demokratiko ng Kabataan ("Associação da Juventude Democrática"), um grupo progressista que, junto com Kabataang Makabayan ("Juventude Patriótica"), formou a vanguarda do movimento democrático nacional nas Filipinas durante a presidência de Ferdinand Marcos, especialmente durante seu segundo mandato.
Benito Tiamzom se formou, obtendo um diploma de bacharel em engenharia química e um diploma de bacharel em História pela UP-Diliman.

## Carreira
Os esforços de Tiamzon pelo movimento de esquerda começaram na década de 1970, quando ele organizou sindicatos para comerciantes e trabalhadores em Marikina e Caloocan . Em 1972, foi preso após o então presidente, Ferdinand Marcos, declarar lei marcial . Detido no Forte Bonifácio, conseguiu fugir e permaneceu foragido até sua prisão em 2014.
Na década de 1970, Tiamzon foi enviado a Samar para fornecer "redirecionamento político" aos grupos do NPA naquele local. Em 1975, ele se tornou secretário do Comitê Regional do Partido das Visayas Orientais do PCF. Em 1976, esse partido emitiu um documento organizacional que orientou o trabalho do movimento no campo. Acredita-se que Tiamzon tenha sido o responsável pela redação da maior parte desse escrito, valendo-se de sua vasta experiência em Samar. Outros cargos anteriores de Benito incluem comandos da Comissão Sul de Luzon do CPP e da Força Móvel Regional de Sorsogon, além de secretário da Comissão Nacional para Movimento de Massa do PCF. De acordo com as Forças Armadas das Filipinas, Tiamzon esteve envolvido em muitas das principais atividades do PCF desde 1987, quando José Maria Sison, o presidente fundador dessa organização, se exilou na Holanda .  Tiamzon consolidou o PCF na década de 1990 após uma divisão do partido em consequência do Segundo Grande Movimento de Retificação. Ele se tornou formalmente o presidente do partido entre 2004 e 2008.
Tiamzon, junto à sua esposa, um membro sênior da liderança do CPP, e cinco outras pessoas foram presos pelas forças de segurança filipinas em Cebu em 2014, durante a presidência de Benigno Aquino III ; eles foram expostos pela vigilância desde que as operações de socorro começaram após o tufão Haiyan, no ano anterior. Junto a esse grupo, foram apreendidas armas de fogo, granadas e munições. Os Tiamzons foram procurados por acusações de homicídio como consequência de seu suposto envolvimento na morte de quinze civis cujos restos mortais foram descobertos em uma vala comum em Inopacan, Leyte, em 2006. Foram libertados da pena em agosto de 2016 por ordem do presidente Rodrigo Duterte, uma vez que foram designados representantes da Frente Democrática Nacional para as negociações de paz com o Governo das Filipinas, que seriam realizadas em Oslo, Noruega . Duterte anunciou que as negociações não seriam mais realizadas em fevereiro de 2017 e que esperava que os representantes da NDF, incluindo os Tiamzons, "por conta própria... retornassem e voltassem para a prisão".

## Morte
Em 22 de agosto de 2022, um barco que transportava dez rebeldes do NPA explodiu em Catbalogan, Samar . De acordo com o Exército Filipino, eles abordaram o barco seguindo uma denúncia dos moradores locais. Os militares teriam aconselhado os passageiros a se submeterem à inspeção através de um megafone, mas as pessoas à bordo teriam aberto fogo contra as tropas antes que a embarcação explodisse. As vítimas supostamente incluiriam Tiamzon e sua esposa. A Agência Coordenadora Nacional de Inteligência confirmou a morte do casal em dezembro de 2022 com base em relatórios de inteligência e declarações de seus ex-companheiros.
Em 20 de abril de 2023, o PCF confirmou a morte do casal, afirmando que a causa do acontecimento foi uma captura e morte realizada pelos militares, não a explosão de um barco. Alegaram que os Tiamzons e oito militantes do PCF, todos desarmados, foram capturados e sujeitos a espancamentos severos pelas Forças Armadas das Filipinas (AFP). O tiroteio e a explosão marítima anteriormente relatados, aos quais foram inicialmente atribuídas as mortes do casal, foram, segundo o PCF, um encobrimento da AFP e de seus conselheiros militares dos EUA para encobrir seu "crime fascista". Os Tiamzons foram considerados fugitivos e rotulados como “terroristas” pelo Conselho Antiterrorismo. O PCF exigiu justiça e realizou a acusação aos responsáveis pela morte do casal em todos os tribunais relevantes.

## Vida pessoal
Benito era casado com Wilma Tiamzon, secretária-geral do CPP-NPA. O casal teve dois filhos, Liza e Alex, e seis netos.  Ademais, acredita-se que Benito tinha seis dedos em um dos pés, uma condição conhecida como polidactilia .